# Черемошне (Тиврівська селищна громада)
Черемо́шне — село в Україні, у Вінницькому районі Вінницької області. Населення становить 615 осіб. Входить до складу Тиврівської селищної громади.

## Герб села
Герб має щитоподібну форму і малиновий колір забарвлення, що символізує мужність і сміливість людей, які проживали на цій території і здобули для неї героїчну славу. У верхньому лівому куті розташований хрест — символ християнства і вірності чотирьом його чеснотам — помірності, розсудливості, справедливості й мужності. У верхньому правому куті яскраве сонце. Саме воно є символом Подільської землі — її багатства і родючості.
У центрі елемент родинного герба брацлавського полковника Данила Нечая, героя народно — визвольної війни українського народу проти польської шляхти, що загинув у битві біля села у лютому 1651 року, який символізує удачу в боротьбі.
У нижній частині щита вінок із пятипелюсткових квіток черемшини, що символізує сьогоднішню назву села. Існує романтична легенда про закоханих Іванка і Черемшину, яких розлучила боротьба з монголо-татарами. Дівчина оплакувала розлуку з коханим і на місцях, куди падали її сльози виростали диво-деревця — кущі черемшини, тому і назвали село Черемошне[джерело?].

## Історія
За переказами у полі біля Черемошного в братській могилі був похований Данило Нечай після загибелі 10 лютого 1651 року у бою з польськими військами Мартина Калиновського під час захисту містечка Красне. Козаки насипали шапками могилу, яка, згідно з історичними джерелами, височіла тоді в оточенні ще шести курганів.
5 листопада 1919 року після відступу з-під Тульчина у Черемошному стояв Кінний полк Чорних Запорожців Армії УНР.
Провісником здобуття незалежності України навесні 1990 року стало прибуття агітаційної групи студентів зі Львова,Дрогобича і Вінниці разом з Олександром Нижником та іншими активістами Народного Руху України. Агітатори побували у Тиврові,де їх зустріли Віктор Горбик,Володимир Зоренко та інші місцеві активісти Народного Руху та на символічній імовірній могилі козацького полковника Данила Нечая поблизу села Черемошне Тиврівського району,маловідомій на той час за межами Вінниччини. Активіст Студентського Братства Львова Олег Зоренко висловив ідею відвідання агітаторами цього історичного місця,яку було із захопленням підтримано.Там виступив студент Львівського університету імені Івана Франка Андрій Войтюк,родом з Білянів на Могилів-Подільщині,в подальшому - військовик Збройних Сил України, учасник антитерористичної операції на сході України та війни з російськими агресорами. Він зажадав від влади "збудувати дорогу до Нечая - із мармуру!"(на той час дорога була грунтовою та ще довго залишалась такою). Потім агітатори вирушили на батьківщину великого українського поета Василя Стуса село Рахнівку на Гайсинщині, де місцевий голова колгоспу Лантух намагався перешкодити агітаційній роботі.
12 червня 2020 року, відповідно до Розпорядження Кабінету Міністрів України від  № 707-р «Про визначення адміністративних центрів та затвердження територій територіальних громад Вінницької області», увійшло до складу Тиврівської селищної територіальної громади.
19 липня 2020 року, в результаті адміністративно-територіальної реформи та ліквідації Тиврівського району, село увійшло до складу Вінницького району.

## Відомі люди
В 1824 — учителем у Віламовських працював Маврицій Гославський.

## Світлини

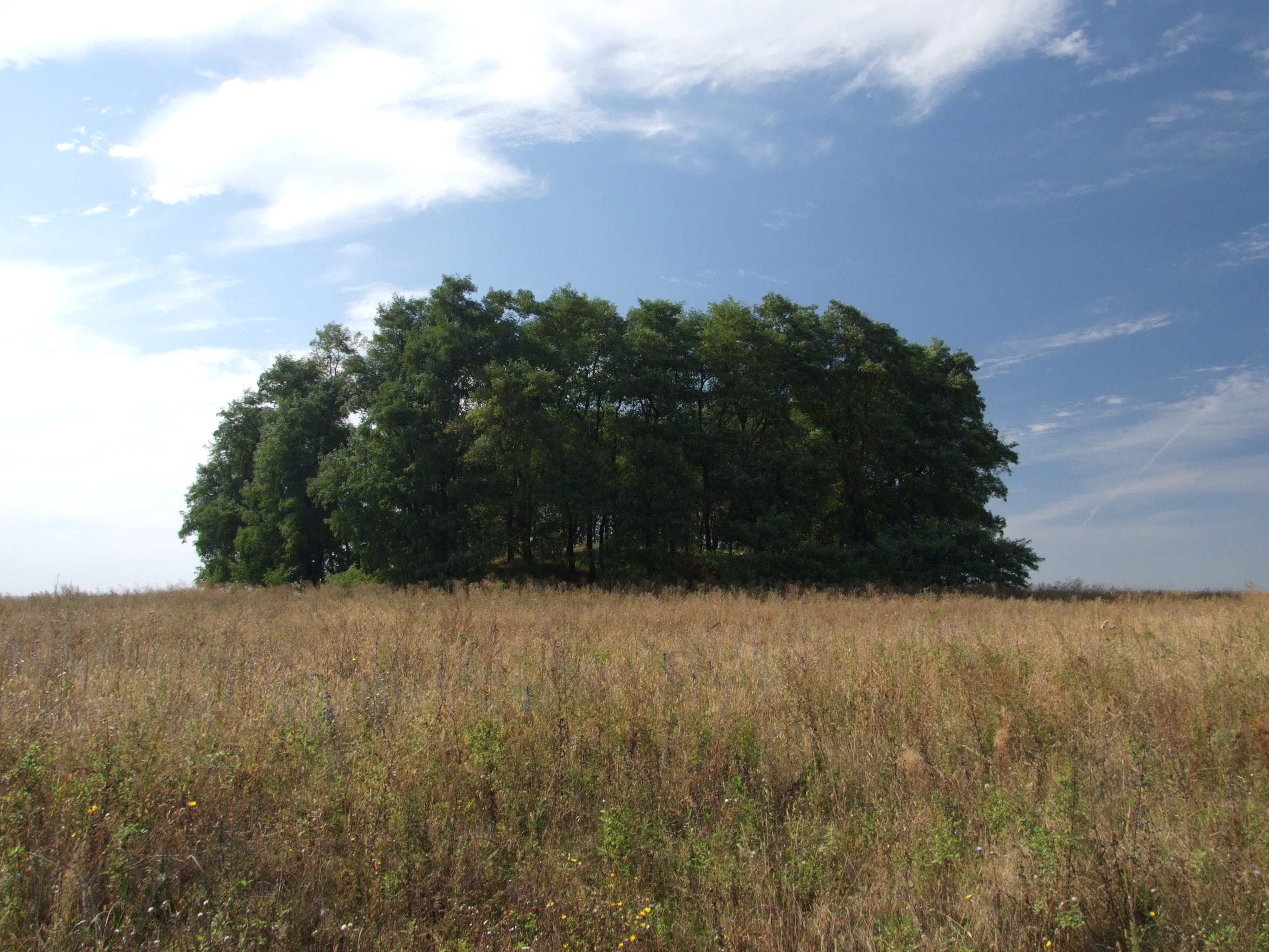
Могила Данила Нечая біля с. Черемошне
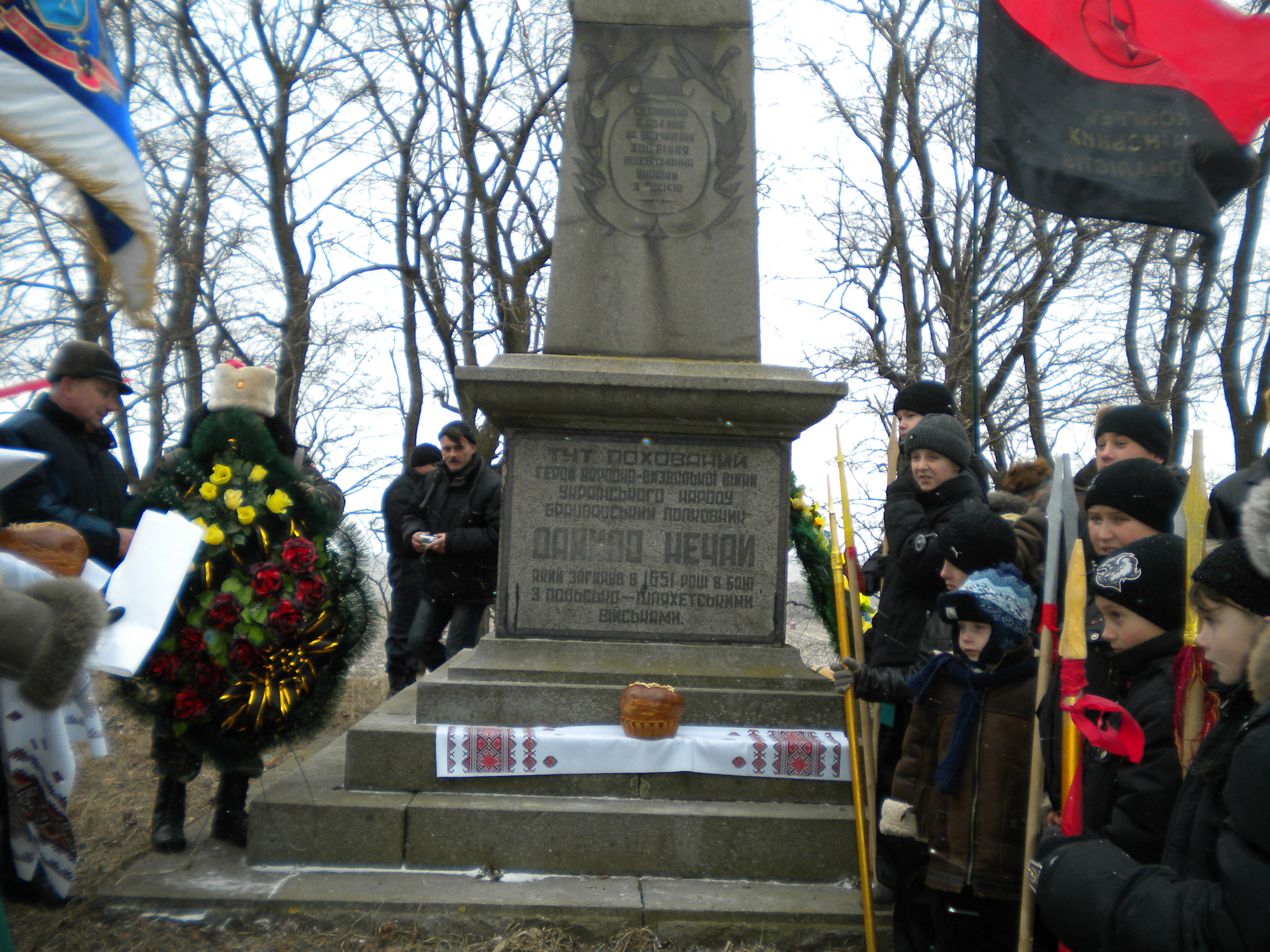
Обелиск на могилі Д. Нечая
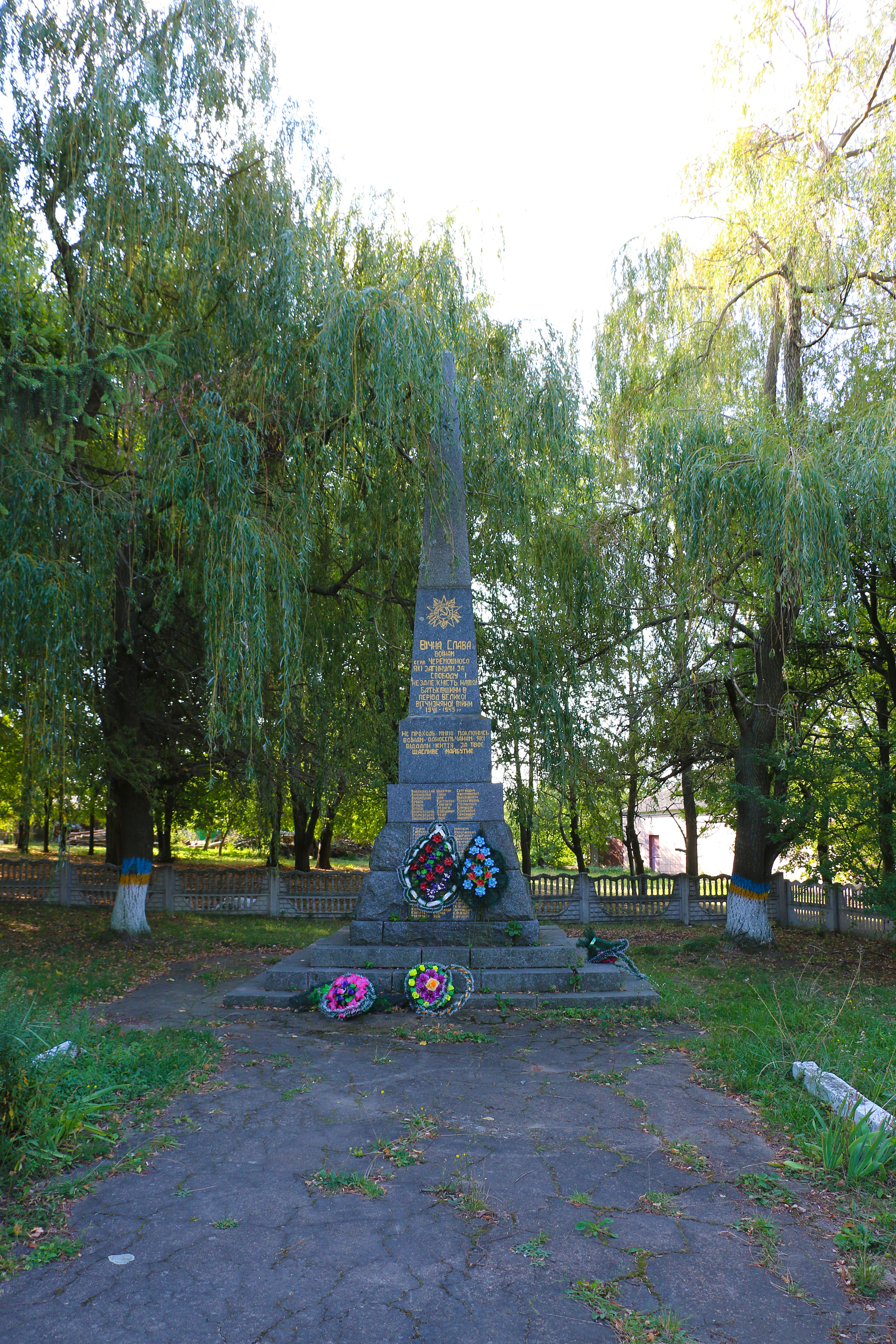
Пам'ятник воїнам-односельчанам